# Кочеве
Кочеве (на словенски: Kočevje; на немски: Gottschee) е град в Южна Словения, административен център на Община Кочеве.

## География
Градът и общината са разположени в планинска област в близост до границата с Хърватия, между поречията на реките Кърка и Купа.
Населението на града е 8240 души (по приблизителна оценка от януари 2018 г.) от общо 15 771 жители на общината.

## История
До средата на 20 век в продължение на около 600 години е немскоезичен анклав в землище, населено от южни славяни. Немското му име е Готшее. Населението му е говорило на баварски диалект на немския език, който днес вече не се използва.
В края на XIV век земите около Готшее са притежание на Графство Ортенбург. Тук се преселват немски колонисти от други владения на Ортенбург в Каринтия и Тирол. Скоро след това към тях се присъединяват и немци от други области в Австрия и Бавария. Това били основно дървосекачи, които основават тук няколко градчета и села. През 1471 г. Готшее получава статут на град.
След краха на Ортенбургската династия територията преминава в ръцете на графовете на Целе, а по-късно под властта на австрийските Хабсбурги. В периода 1641 – 1791 г. Готшее принадлежи на графовете от род Ауершперг. Те получават титлата херцог на Готшее. В началото на XX век на територията на окръга са съществували 180 селища населени с немци.
След 1870 г. потомците на немските колонисти започват да емигрират основно в САЩ. През 1918 година тази област е включена в състава на Кралството на сърби, хървати и словенци и получава името Кочеве. През Втората световна война е окупиран от италианците. Този период е свързан с появата на нова вълна немски емигранти към Германия. Част от етническите немци се отказват да емигрират под претекст, че вече пълно са се интегрирали в словенското общество. Много немци се превръщат в жертва на партизанските отряди на Тито, а след края на войната много са разстреляни за това, че сътрудничели на фашисткия режим.